# Deep Duck Trouble
Deep Duck Trouble, conocido en Japón como Los cuatro tesoros del pato Donald (ドナルドダックの4つの秘宝 Donarudo Dakku no Yotsu no Hihō?), es un videojuego de plataformas para Sega Master System y Game Gear publicado en 1993. Tenía la licencia de Disney y fue desarrollado por Sega.

## Videojuegos relacionados
- (1990) Castle of Illusion Starring Mickey Mouse
- (1991) Quackshot Starring Donald Duck
- (1991) Fantasia Starring Mickey Mouse
- (1991) Lucky Dime Caper Starring Donald Duck
- (1992) Land of Illusion Starring Mickey Mouse
- (1992) World of Illusion Starring Mickey Mouse and Donald Duck
- (1995) Legend of Illusion Starring Mickey Mouse

- Datos: Q3021129